# Specie di Actinopodidae
Di seguito sono descritte tutte le 42 specie della famiglia Actinopodidae note a giugno 2013.

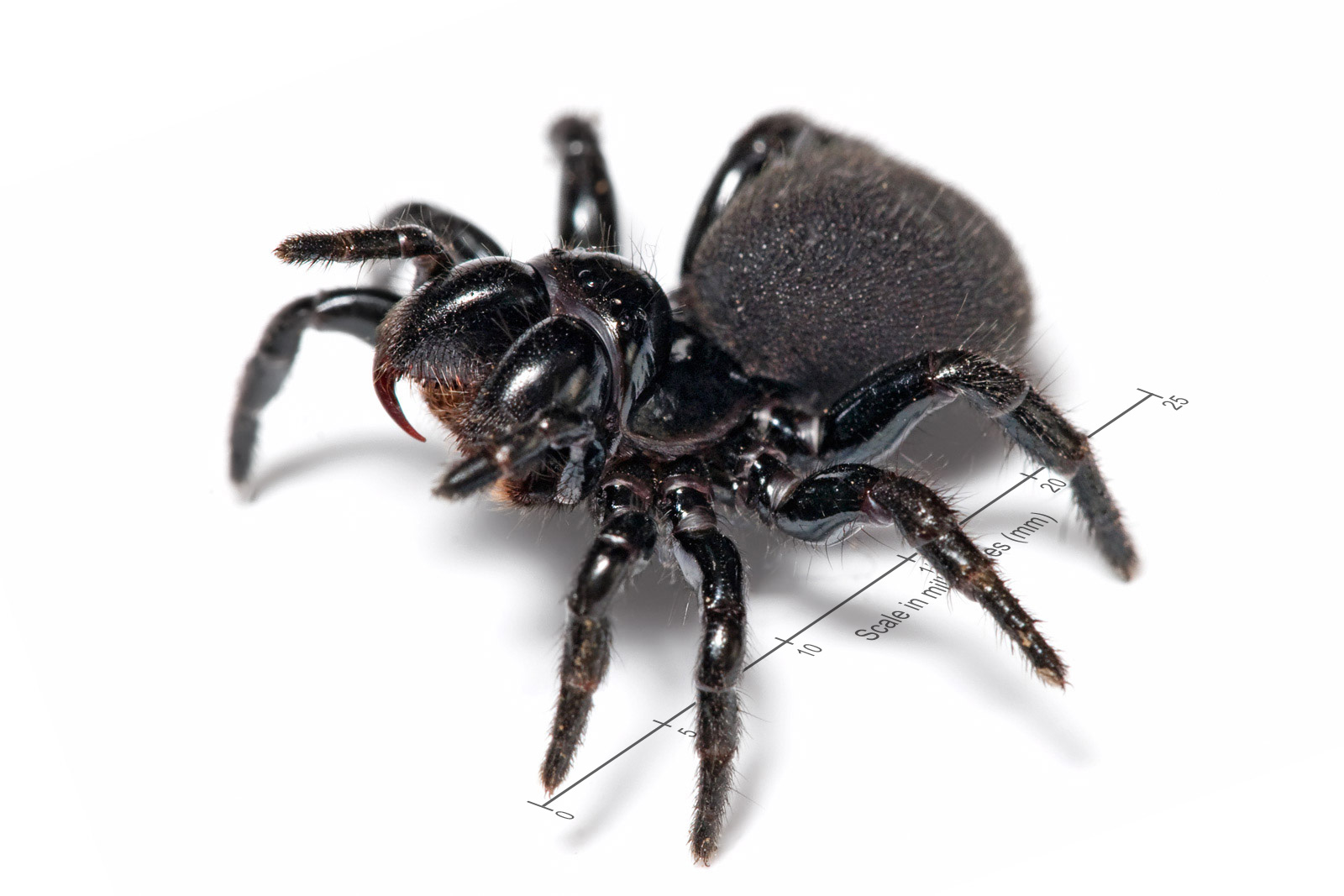
Missulena bradleyi

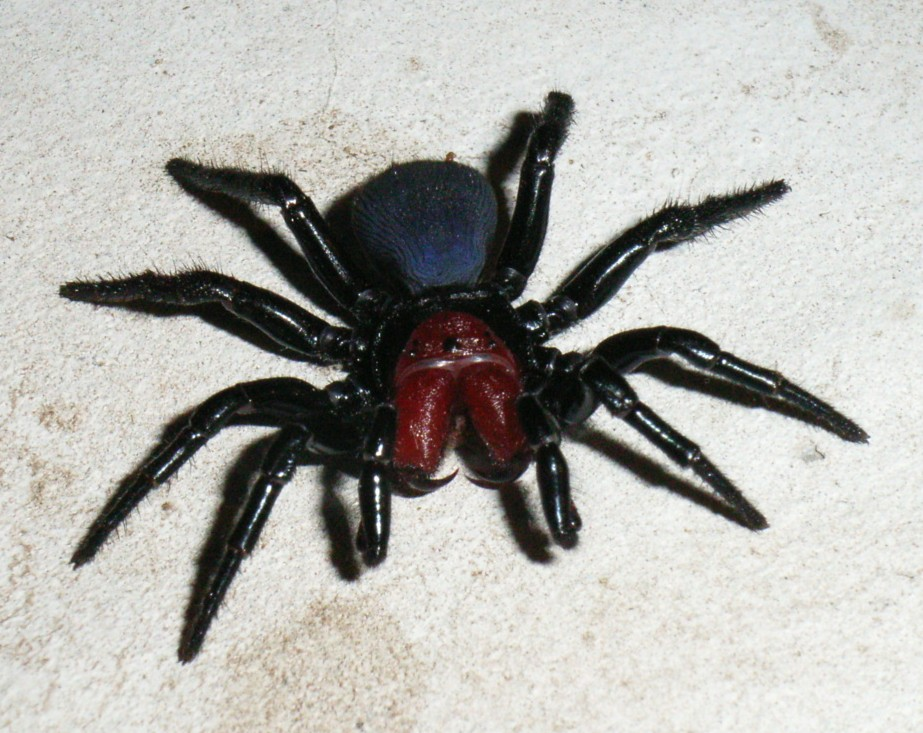
Missulena occatoria, maschio

## Actinopus
Actinopus Perty, 1833
- Actinopus caraiba (Simon, 1889) — Venezuela
- Actinopus crassipes (Keyserling, 1891) — Brasile, Paraguay, Argentina
- Actinopus cucutaensis Mello-Leitão, 1941 — Colombia
- Actinopus dubiomaculatus Mello-Leitão, 1923 — Brasile
- Actinopus echinus Mello-Leitão, 1949 — Brasile
- Actinopus fractus Mello-Leitão, 1920 — Brasile
- Actinopus harti Pocock, 1895 — Trinidad
- Actinopus insignis (Holmberg, 1881) — Argentina
- Actinopus liodon (Ausserer, 1875) — Uruguay
- Actinopus longipalpis C. L. Koch, 1842 — Uruguay
- Actinopus nattereri (Doleschall, 1871) — Brasile
- Actinopus nigripes (Lucas, 1834) — Brasile
- Actinopus paranensis Mello-Leitão, 1920 — Argentina
- Actinopus pertyi Lucas, 1843 — Sudamerica
- Actinopus piceus (Ausserer, 1871) — Brasile
- Actinopus princeps Chamberlin, 1917 — Brasile
- Actinopus pusillus Mello-Leitão, 1920 — Brasile
- Actinopus robustus (O. P.-Cambridge, 1892) — Panama
- Actinopus rojasi (Simon, 1889) — Venezuela
- Actinopus rufibarbis Mello-Leitão, 1930 — Brasile
- Actinopus rufipes (Lucas, 1834) — Brasile
- Actinopus scalops (Simon, 1889) — Venezuela
- Actinopus tarsalis Perty, 1833 — Brasile, Uruguay
- Actinopus trinotatus Mello-Leitão, 1938 — Brasile
- Actinopus valencianus (Simon, 1889) — Venezuela
- Actinopus wallacei F. O. P.-Cambridge, 1896 — Brasile, Bolivia
- Actinopus xenus Chamberlin, 1917 — Sudamerica

## Missulena
Missulena Walckenaer, 1805
- Missulena bradleyi Rainbow, 1914 — Nuovo Galles del Sud
- Missulena dipsaca Faulder, 1995 — Australia
- Missulena faulderi Harms & Framenau, 2013 — Australia occidentale
- Missulena granulosa (O. P.-Cambridge, 1869) — Australia Occidentale
- Missulena hoggi Womersley, 1943 — Australia Occidentale
- Missulena insignis (O. P.-Cambridge, 1877) — Australia
- Missulena langlandsi Harms & Framenau, 2013 — Australia occidentale
- Missulena occatoria Walckenaer, 1805 — Australia Meridionale
- Missulena pruinosa Levitt-Gregg, 1966 — Australia Occidentale, Territorio del Nord
- Missulena reflexa Rainbow & Pulleine, 1918 — Australia Meridionale
- Missulena rutraspina Faulder, 1995 — Australia Occidentale, Australia Meridionale, Victoria
- Missulena torbayensis Main, 1996 — Australia Occidentale
- Missulena tussulena Goloboff, 1994 — Cile

## Plesiolena
Plesiolena Goloboff & Platnick, 1987
- Plesiolena bonneti (Zapfe, 1961) — Cile
- Plesiolena jorgelina Goloboff, 1994 — Cile